# Sirindhorn
Prinsesse Maha Chakri Sirindhorn (thai: มหาจักรีสิรินธร), født Prinsesse Sirindhorn Debaratanasuda Kitivadhanadulsobhak (thai: สิรินธรเทพรัตนสุดา กิติวัฒนาดุลโสภาคย์) den 2. april 1955, er den anden datter af Kong Bhumibol Adulyadej og Dronning Sirikit Kitiyakara. Thaier omtaler hende almindeligvis som Phra Thep, der betyder "prinsesse engel".
Prinsesse Sirindhorns fulde ceremonielle titel er Somdech Phra Debaratanarajasuda Chao Fa Maha Chakri Sirindhorn Rathasimagunakornpiyajat Sayamboromrajakumari (สมเด็จพระเทพรัตนราชสุดา เจ้าฟ้ามหาจักรีสิรินธร รัฐสีมาคุณากรปิยชาติ สยามบรมราชกุมารี), hvilken blev hende tildelt den 5. december 1977. Hendes titel, Princess Royal var længe antaget at være den kvindelige ækvivalent til den titel hendes bror, kong Vajiralongkorn, havde som kronprins. Thailands forfatning (Grundlov) blev ændret i 1974, så der åbnedes for kvindelig arvefølge, hvilket kunne berettige hende til tronen, efter Kong Bhumibols ældste datter, Ubolratana Rajakanya, blev gift med en udlænding og dermed udelukket fra tronfølgen. Nogle udenlandske medier oversatte thai-titlen til kronprinsesse (Crown Princess eller Princess to the Throne of Thailand), mens andre derimod anså det som en fejloversættelse, så titlen fortsat kun var prinsesse.

## Spekulationer om tronfølgen i 2016
Spekulationer om arvefølgen kom atter op umiddelbart efter kong Bhumibols død den 13. oktober 2016, da der gennem længere tid havde været spekuleret i, hvorvidt kronprins Vajiralongkorn burde blive landets næste konge. Arvefølgen i Thailand er i princippet ikke endeligt fastsat, men afgøres af 19 medlemmer i Thailands Kongelige Råd. Kronprinsen afviste at overtage tronen før udløbet af sorgperioden efter kongens død. Det var imidlertid mest i udenlandske medier spekulation kom til orde, på grund af Thailands strenge lèse majesté (majestætsfornærmelses-) love. I princippet havde Thailand ingen regent efter kong Bhumibols død, hvorfor statsrådsformanden, den 96-årige general Prem Tinsulanonda, i henhold til gældende regler, overtog den royale lederrolle som Regent pro tempore indtil en ny regent kunne indsættes. Udenlandske medier mente, at den ellers så magtfulde general Prem tidligere havde begunstiget den populære prinsesse Sirindhorn som tronfølger, men den regerende militærjunta favorisererede kronprins Vajiralongkorn, på trods af bekymringer om han ville evne at leve op til kongehvervet. Dette mentes at skyldes den afsatte og nu i eksil, tidligere premierminister, milliardæren Thaksin Shinawatra, som rev det politiske regelsæt itu og viste sig dygtig til at danne nyttige alliancer. Kronprins Vajiralangkorn blev officielt udnævnt som Thailands konge, den 1. december, kroningen finder dog først sted efter afdøde kong Bhumibols kremering.

## Liv
Prinsesse Sirindhorn er kong Bhumibol og dronning Sirikits tredje barn, født den 2. april, 1955, i Bangkok. Hun er den mest elskede royale person efter afdøde kong Bhumibol, og hun omtales almindeligvis som Phra Thep – Prinsesse Engel – hvilket er en forkortet version af hendes ceremonielle titel. Hendes nede-på-jorden ry, trods høj kongelig status, har gjort hende folkeligt populær, og når hun rejser rundt til landdistrikterne i Thailand, bliver hun ofte set med et kamera om halsen, mens hun ivrigt skriver notater i en notesbog, på samme måde som hendes far, kong Bhumibol gjorde det i sine yngre, og meget aktive år. Prinsesse Sirindhorn har aldrig været gift og har ingen børn.

### Uddannelser
Prinsesse Sirindhorns skolegang var i den eksklusive The Chitralada Palace School, som er forbeholdt kongehusets børn, og ansatte ved kongehuset. I 1975 blev hun optaget på Chulalongkorn University, hvorfra hun i 1976 blev Cand.phil. (Bachelor of Arts) med udmærkelse i historie. Herefter forsatte hun med flere samtidige studier, og opnåede MA (Master of Education) i Sanskrit og Pali fra Chulalongkorn University i 1978, og MA i arkæologi fra Silpakorn University i 1980, samt MA i orientalsk epigrafik (Sanskrit og Cambodiansk) fra Chulalongkorn University i 1982. I 1981 påbegyndte hun en doktorgrad ved Srinakharinwirot University og blev i 1987 Ph.D. i udviklingsarbejdsuddannelse. I 1984 blev hun tildelt certifikat fra Asian Regional Remote Sensing Training Centre ved Asian Institute of Technology, hvor hun studerede i to måneder. Og i april 2001 blev hun tildelt et stipendium i kinesisk kultur på Peking University i Beijing, hvor hun studerede i en måned.

### Arbejde og interesser
Bortset fra Prinsesse Sirindhorns passion for teknologi, har hun en doktorgrad i uddannelsesmæssig udvikling og udmærkelser i historie. Hun underviser på en afdeling af Chulachomklao Royal Military Academy, hvor hun tillige er nominel leder af instituttet. Hun har også et professorat i historie og holder gæsteforelæsninger ved blandt andre Chulalongkorn University og Thammasat University i Bangkok, samt Chiangmai University. Udover thai-sprog, taler hun flydende engelsk, fransk, og mandarin-kinesisk, og studerer yderligere tysk og latin. Hun er også en dygtig udøver af, og ivrig fortaler for, traditionel thailandsk musik. Desuden skriver hun artikler, digte, noveller og rejsebøger, hvorfra provenuet er den vigtigste indtægtskilde til Princess Maha Chakri Sirindhorn Foundation, der blev oprettet i 1979 for at støtte trængende elever i skoler, erhvervsskoler og universiteter.
Ligesom sin far, kong Bhumibol Adulyadej var det, er Prinsesse Sirindhorn radioamatør og har kaldesignalet HS1D. Hun nyder også at spille klassiske thailandske musikinstrumenter, og tidligere øvede hun klassisk thaidans. Hun var tillige sportsudøver med jogging, svømning, cykling og trekking, som gav hende en mulighed for at lære om planter, træer og geografiske forhold i de områder hun besøgte.

### Kongelige opgaver
Ud over undervisning har prinsesse Sirindhorn mange forskellige, daglige opgaver at udføre for kongehuset. Nogle er velkendte offentlige, såsom ceremonier, receptioner og rundrejser i Thailand, eller besøg i udlandet. Hun repræsenterer også majestæterne, sin afdøde far Kong Bhumibol og sin mor Dronning Sirikit, i forskellige kongelige funktioner og opgaver, især ved at føre tilsyn med forvaltningen af filantropiske organisationer og fonde. Siden 1977 har hun været Executive Vice President for thailandske Røde Kors; og formand for flere fonde, herunder Chaipattana Foundation, med ansvar for Hans Majestæt Kongens udvikling og bevarelse af miljømæssige projekter; for Anandha Mahidol Foundation, til fremme af videregående uddannelser; og King Rama II Foundation, til at bevare og fremme thailandsk kultur. Hun er også præsident for Prins Mahidol Award Foundation, hvis formål er at give international anerkendelse til personer, der har ydet fremragende bidrag inden for medicin og folkesundhed.
Allerede da prinsesse Sirindhorn var i 20'erne begyndte hun at fremme en række væsentlige initiativer, som hun har forsat med lige siden. Blandt andre grunduddannelse for skolebørn i fjerntliggende grænseområder, fremme af plantegenetisk bevaring og genbank-projekter, og etablering af ernæringsmæssige kampagner for at forbedre det thailandske folks trivsel. Desuden udvikling af IT til at bistå handicappede med at opnå en uafhængig tilværelse. Siden 1990 har hun blandt andet også ledet samarbejdsprogrammer med Laos, og udvikling af højere skoleuddannelse i Cambodja, samt faglige initiativer om uddannelser og akademisk samarbejde med Kina, herunder kongelige stipendier til studerende fra Tibet.
Prinsesse Sirindhorn var i 2002 på besøg i Danmark, hvor hun blev modtaget af kronprins Frederik, og efterfølgende et besøg i Grønland, hvor hun blandt andet skulle køre hundeslæde. Sirindhorn havde tidligere været vært for Frederik under hans Thailandsbesøg i 2001.
Hun er tildelt adskillige ordener og udmærkelser, blandt andet Dannebrogordenen (Storkors).

## Foto galleri
- Sirindhorn og ruslands præsident, Vladimir Putin, besøger et hjælpe-institut i Bangkok, 2003
- En maler male et portræt af Sirindhorn, 2004
- Prinsesse Sirindhorn, 2006
- Sirindhorn ved en kongelig ceremoni, 2006
- Fire af kongehusets prinsesser (Soamsavali, Chulabhorn, Sirindhorn, Ubolratana) ifm. festligheder for kongens fødselsdag, 2010
- sirindhorn på Santi Maitri Building Exhibition, 2010
- Sirindhorn under åbningsceremoni ved undervisningsministeriets seminar om uddannelser, Royal Cliff Beach Resort, 2011
- Sirindhorn poserer med family farmers fra Kina, Indien, New Zealand, Burma og Thailand, 2014